# Deutsch-Holländischer Actien-Bauverein

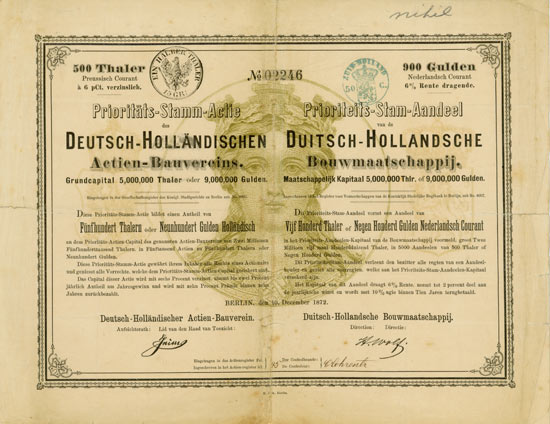
Aktie über 500 Thaler des Deutsch-Holländischen Actien-Bauvereins vom 10. Dezember 1872

Der Deutsch-Holländische Actien-Bauverein war eine Bau- und Terraingesellschaft, die in Berlin im südlichen Teil des späteren Bezirks Prenzlauer Berg zwischen Schönhauser und Prenzlauer Allee in den 1870er Jahren einerseits Ackerland zu Bauland umwandelte, andererseits eine größere Zahl von Mietshäusern in einem rationalisierten Prozess baute und dabei als erste Gesellschaft eine Art industrielle Produktion im Häuserbau anwandte.

## Geschichte

### Gründung
Der Actien-Bauverein wurde in der Schlussphase der Gründerzeit, als Berlin als Hauptstadt des neu gegründeten Deutschen Reichs stimuliert durch die französischen Reparationen nach dem gewonnenen Deutsch-Französischen Krieg ein stürmisches Wachstum erlebte, 1872 von dem Bankhaus Wertheim & Gompertz in Amsterdam, dem Rittergutsbesitzer Klau und sieben weiteren Personen als Aktiengesellschaft gründet. Mit dem durch die Aktienausgabe erhaltenen Kapital wurde das Gelände aufgekauft, das anschließend bebaut werden sollte – Schwerpunkt war das Gebiet um den heutigen Kollwitzplatz. Verkäufer war der Miteigentümer Rittergutsbesitzer Klau. Da mit diesem Ankauf das ursprüngliche Kapital schon weitgehend aufgebraucht war, kam es Otto Glagau, dem Chronisten der Berliner Bauspekulation, zufolge schon auf der ersten Hauptversammlung der Aktiengesellschaft zu turbulenten Auseinandersetzungen. Nach den Berichten von Glagau in der Zeitschrift Die Gartenlaube sollen die Gründer durch die anfänglichen Geschäfte allein mehr als 3½ Millionen Taler verdient haben.

### Bautätigkeit
Während die Terraingesellschaften in der Regel allein das Gelände aufkauften, für den Bau in Zusammenarbeit mit der städtischen Aufsichts- und Planungsbehörde vorbereiteten, um es schließlich an einzelne Bauunternehmer und Bauherren zu verkaufen, ging der Deutsch-Holländische Actien-Bauverein einen Schritt weiter. Er baute selbst, und zwar in einer bis dahin in Berlin unbekannten durchrationalisierten Produktionsweise. So wurde auf dem Gelände zwischen Dunckerstraße und Prenzlauer Allee ein großes Fabrikgebäude, „die Spinne“, errichtet, in dem alle Holz- und Eisenelemente für die Bauten vorgefertigt wurden (z. B. Parkettelemente). Auf dem Gelände des heutigen Helmholtzplatzes wurde eine eigene Ziegelei erbaut, die den vor Ort gewonnenen, aber mit auswärtigem Ton besserer Qualität verschnittenen Lehm verarbeitete. Nach einer Mitteilung in der zeitgenössischen Fachpresse soll die Kapazität der Ziegelei bei 60.000 bis 80.000 Ziegeln pro Tag gelegen haben.
Durch das Zusammenfassen aller Gewerke in einem Produktionsprozess war der Deutsch-Holländische Actien-Bauverein der erste Versuch, den Hausbau zu industrialisieren.
Die zwischen 1873 und 1876 in Angriff genommenen Bauprojekte umfassten das Gebiet der mittleren und nördlichen Weißenburger Straße (heute Kollwitzstraße), Treskowstraße, Franseckystraße (Sredzkistraße) und Hochmeisterstraße (Husemannstraße). Um die Parzellen auf den Flächen des Unternehmens günstiger zu gestalten, wurde der ursprüngliche Bebauungsplan auf Intervention des Vereins abgeändert. Auf diese Weise entstand der Wörther Platz (heute Kollwitzplatz). Über die genaue Zahl der fertiggestellten Häuser liegen keine eindeutigen Angaben vor. Gesichert ist, dass rund um den heutigen Kollwitzplatz 34 Häuser fertiggestellt werden konnten. Der Wörther Platz selbst war nach dem Zusammenbruch der Gesellschaft nach den Berliner Heimatforschern Otto Behrendt und Karl Malbranc zehn Jahre lang (bis ca. 1885) „eine Sandwüste mit einer Oase von elenden Bäumen in der Mitte.“

### Zusammenbruch
Nachdem schon 1873 parallel zum Beginn der ersten Bautätigkeiten der große Gründerkrach die europäische Wirtschaft erschütterte, konnte die Gesellschaft zwar noch bis 1875 ihre Tätigkeit aufrechterhalten, musste dann aber 1875 im „großen Krach“ (Behrendt / Malbranc) wie etliche andere Baugesellschaften Konkurs anmelden. Viele Menschen, die Aktien des Bauvereins erworben hatten, verloren ihr Kapital.